# Pultenaea
Genre
Pultenaea est un genre de plantes à fleurs dicotylédones de la famille des Fabaceae, sous-famille des Faboideae, originaire d'Australie, qui comprend une centaine d'espèces acceptées.

## Étymologie
Le nom générique, « Pultenaea », est un hommage à Richard Pulteney (1730-1801), botaniste anglais.

## Liste d'espèces
Selon The Plant List (13 novembre 2018) :
- Pultenaea acerosa Benth.
- Pultenaea adunca Turcz.
- Pultenaea altissima Benth.
- Pultenaea arida E.Pritz.
- Pultenaea aristata DC.
- Pultenaea aspalathoides Meissner
- Pultenaea baeuerlenii F.Muell.
- Pultenaea barbata C.R.P.Andrews
- Pultenaea benthamii F.Muell.
- Pultenaea blakelyi J.Thompson
- Pultenaea boormanii H.B.Will.
- Pultenaea calycina (Turcz.) Benth.
- Pultenaea campbellii Maiden & Betcke
- Pultenaea canaliculata F.Muell.
- Pultenaea canescens A.Cunn.
- Pultenaea capitellata DC.
- Pultenaea conferta Benth.
- Pultenaea costata H.B.Will.
- Pultenaea cunninghamii (Benth.) H.B.Will.
- Pultenaea daltonii H.B.Will.
- Pultenaea daphnoides Wendl.
- Pultenaea densifolia F.Muell.
- Pultenaea dentata Labill.
- Pultenaea divaricata H.B.Will.
- Pultenaea drummondii Meissner
- Pultenaea echinula DC.
- Pultenaea elachista (F.Muell.) Crisp
- Pultenaea elliptica Sm.
- Pultenaea empetrifolia Meissner
- Pultenaea ericifolia Benth.
- Pultenaea euchila DC.
- Pultenaea fasciculata Benth.
- Pultenaea ferruginea Rudge
- Pultenaea flexilis Sm.
- Pultenaea foliolosa Benth.
- Pultenaea glabra Benth.
- Pultenaea graveolens Tate
- Pultenaea gunnii Benth.
- Pultenaea hartmannii F.Muell.
- Pultenaea hibbertioides Hook.f.
- Pultenaea hispidula Benth.
- Pultenaea humilis Hook.f.
- Pultenaea involucrata Benth.
- Pultenaea juniperina Labill.
- Pultenaea largiflorens Benth.
- Pultenaea laxiflora Benth.
- Pultenaea linophylla Schrad. & Wendl.
- Pultenaea luehmannii Maiden
- Pultenaea maidenii Reader
- Pultenaea microphylla DC.
- Pultenaea millari Bailey
- Pultenaea mollis Lindl.
- Pultenaea muelleri Benth.
- Pultenaea myrtoides Benth.
- Pultenaea neurocalyx Turcz.
- Pultenaea obcordata (R.Br.) Benth.
- Pultenaea ochreata Meissner
- Pultenaea paleacea Willd.
- Pultenaea parviflora DC.
- Pultenaea patellifolia H.B.Will.
- Pultenaea pauciflora M.B.Scott
- Pultenaea pedunculata Hook.
- Pultenaea petiolaris Benth.
- Pultenaea pinifolia Meissner
- Pultenaea platyphylla N.A.Wakef.
- Pultenaea polifolia A.Cunn.
- Pultenaea procumbens A.Cunn.
- Pultenaea prolifera H.B.Will.
- Pultenaea prostrata Hook.f.
- Pultenaea purpurea (Turcz.) Crisp & Orthia
- Pultenaea pycnocephala Benth.
- Pultenaea radiata H.B.Will.
- Pultenaea reticulata (Sm.) Benth.
- Pultenaea retusa Sm.
- Pultenaea rosmarinifolia Lindl.
- Pultenaea rotundifolia (Turcz.) Benth.
- Pultenaea scabra R.Br.
- Pultenaea setulosa Benth.
- Pultenaea skinneri F.Muell.
- Pultenaea spinosa (DC.) H.B.Will.
- Pultenaea spinulosa (Turcz.) Benth.
- Pultenaea stipularis Sm.
- Pultenaea stricta Sims
- Pultenaea strobilifera Meissner
- Pultenaea stuartiana H.B.Will.
- Pultenaea subalpina (F.Muell.) Druce
- Pultenaea subspicata Benth.
- Pultenaea subternata H.B.Will.
- Pultenaea tenella Benth.
- Pultenaea tenuifolia Sims
- Pultenaea teretifolia H.B.Will.
- Pultenaea trichophylla J.M.Black
- Pultenaea trifida J.M.Black
- Pultenaea trinervis J.M.Black
- Pultenaea verruculosa Turcz.
- Pultenaea vestita R.Br.
- Pultenaea villifera DC.
- Pultenaea villosa Willd.
- Pultenaea viscidula Tate
- Pultenaea viscosa Benth.
- Pultenaea vrolandii Maiden
- Pultenaea weindorferi Reader
- Pultenaea whiteana S.T.Blake
- Pultenaea williamsoniana J.H.Willis